# Muzain
Le muzain est une forme de neuvain, divisé en un quatrain suivi d'un quintil et non comme une simple strophe de neuf vers. Cette forme est particulièrement illustrée par le poète Abraham de Vermeil.

## Histoire
En 1600 paraît un recueil collectif, Seconde Partie des Muses françoises ralliées de diverses parts, publié par Matthieu Guillemot, à Paris. Cette anthologie contient la quasi-totalité des poèmes d'Abraham de Vermeil qui nous sont parvenus, dont vingt-neuf muzains. Il s'agit d'une « forme rare, composée d'un quatrain suivi d'un quintil, et qu'il semble cultiver avec prédilection ». Selon Henri Lafay, « Vermeil semble bien avoir été le seul à pratiquer ces courtes compositions ».
Plus largement, Vermeil fait alterner quatrains et quintils dans de longs poèmes encomiastiques dédiés, entre autres, à Henri IV, Henri de Lorraine et Henri de La Tour d'Auvergne, duc de Bouillon.
Cependant, le muzain « se retrouve, peut-être par imitation, parmi les sonnets de la « Polymnie » dans les Œuvres de Mage de Fiefmelin ».

## Technique
Dans sa thèse sur Les strophes, publiée en 1912, Philippe Martinon présente « la forme abab cdccd. C'est Abraham de Vermeil qui l'a inaugurée en France dans sa forme moderne, sur quatre rimes ».
Dans ses poèmes, « l'essor éclatant de la poésie française par la vertu et l'imitation des chefs-d'œuvre de l'Antiquité ou de l'Italie renaissante a ouvert une voie qu'il n'est plus alors possible de ne pas suivre ». Vermeil emploie le muzain pour composer des hommages à ses grands modèles et « fait sonner dans ses vers » les noms de Pindare, d'Homère, de Virgile, d'Horace, de Pétrarque, du Tasse et de Ronsard. Un autre muzain est même consacré à son propre nom en anagramme, peut-être trouvé d'abord par un de ses amis nommé Gourdin, « Abraham de Vermeil, Âme d'heur amirable » :
     « Les dédains, les rigueurs, les morts

        Me chassent comme chiens avides ;

        Amour bandant tous ses efforts

        M'abbat de ses mains homicides.

        Et mourant je n'ai pour renom

        Que l'heur d'avoir esté sa fable :

        Pourquoi donc en tournant mon nom,

        Gourdin, ne treuves-tu sinon

        Ces mots, Ame d'heur amirable ? »

## Anthologie
La grande Anthologie de la poésie française publiée dans la Bibliothèque de la Pléiade cite deux muzains d'Abraham de Vermeil, dont celui-ci :
     « Peux-tu bien être si cruelle

        Entre tant de douces beautés,

        Et peux-tu bien être si belle

        Entre tant d'aigres cruautés ?

        Ces roses, ces lys qu’on ne touche

        Sans pâmer d'un baume vainqueur,

        Ces chants ravisseurs, belle bouche,

        Me sont un Printemps mais, farouche,

        Ce Non est l'Hiver de mon cœur. »

### Ouvrages généraux
- Philippe Martinon, Les Strophes : Étude historique et critique sur les formes de la poésie lyrique en France depuis la Renaissance, Paris, Honoré Champion, 1912, 615 p. (lire en ligne).
- Jean-Pierre Chauveau, Gérard Gros et Daniel Ménager, Anthologie de la poésie française : Moyen Âge, XVIe siècle, XVIIe siècle, Paris, Gallimard, coll. « La Pléiade » (no 466), 2000, 1586 p. (ISBN 2-07-011384-1)

### Monographies
- Abraham de Vermeil, Poésies, Paris-Genève, Librairie Droz, coll. « Textes littéraires français » (no 229), 1976, 187 p. édition critique avec une introduction et des notes par Henri Lafay, 
Henri Lafay, « Introduction », p. VII-XXIII